# Banesto

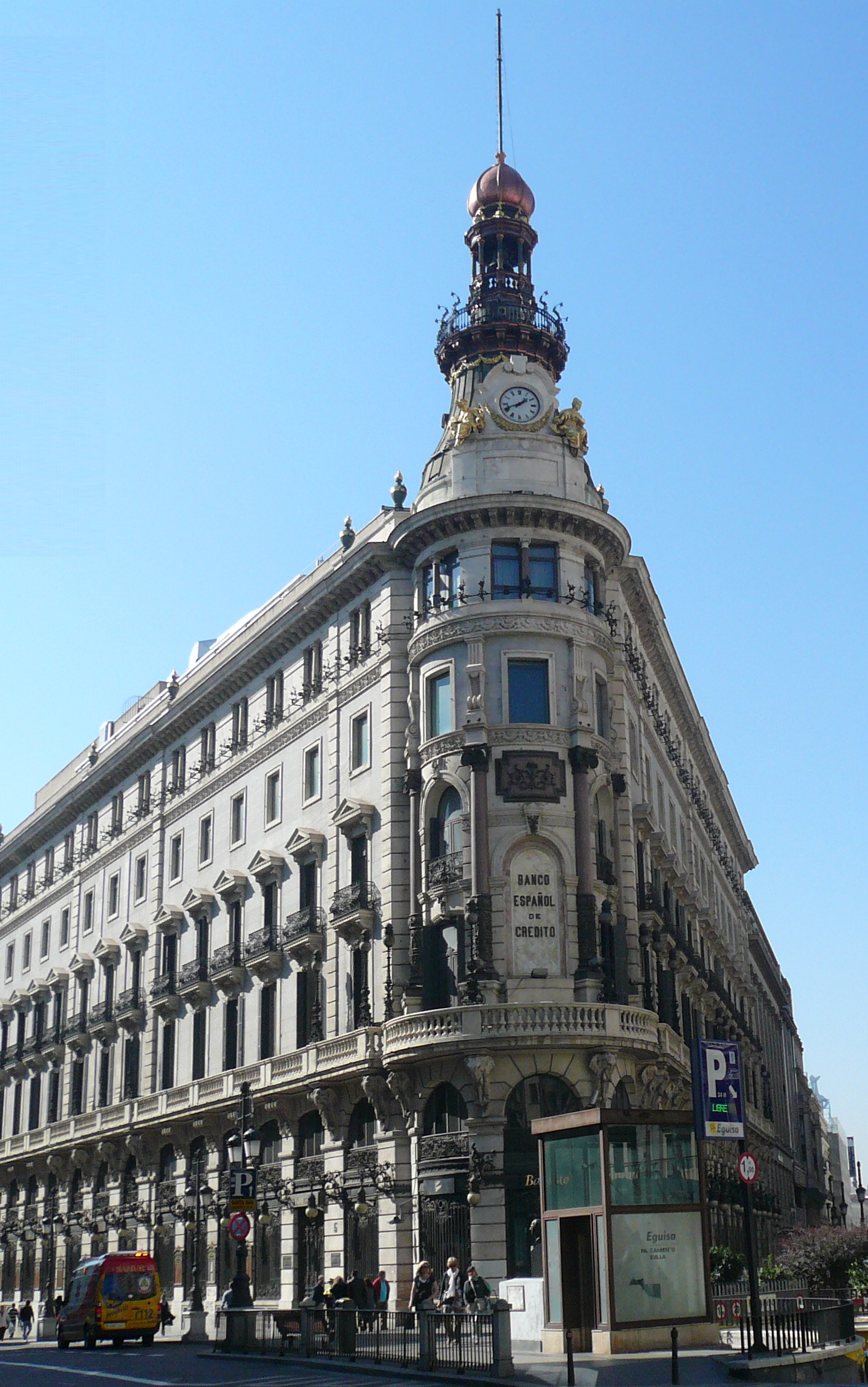
Hauptsitz von Banesto in Madrid: der 'Equitativa'-Palast

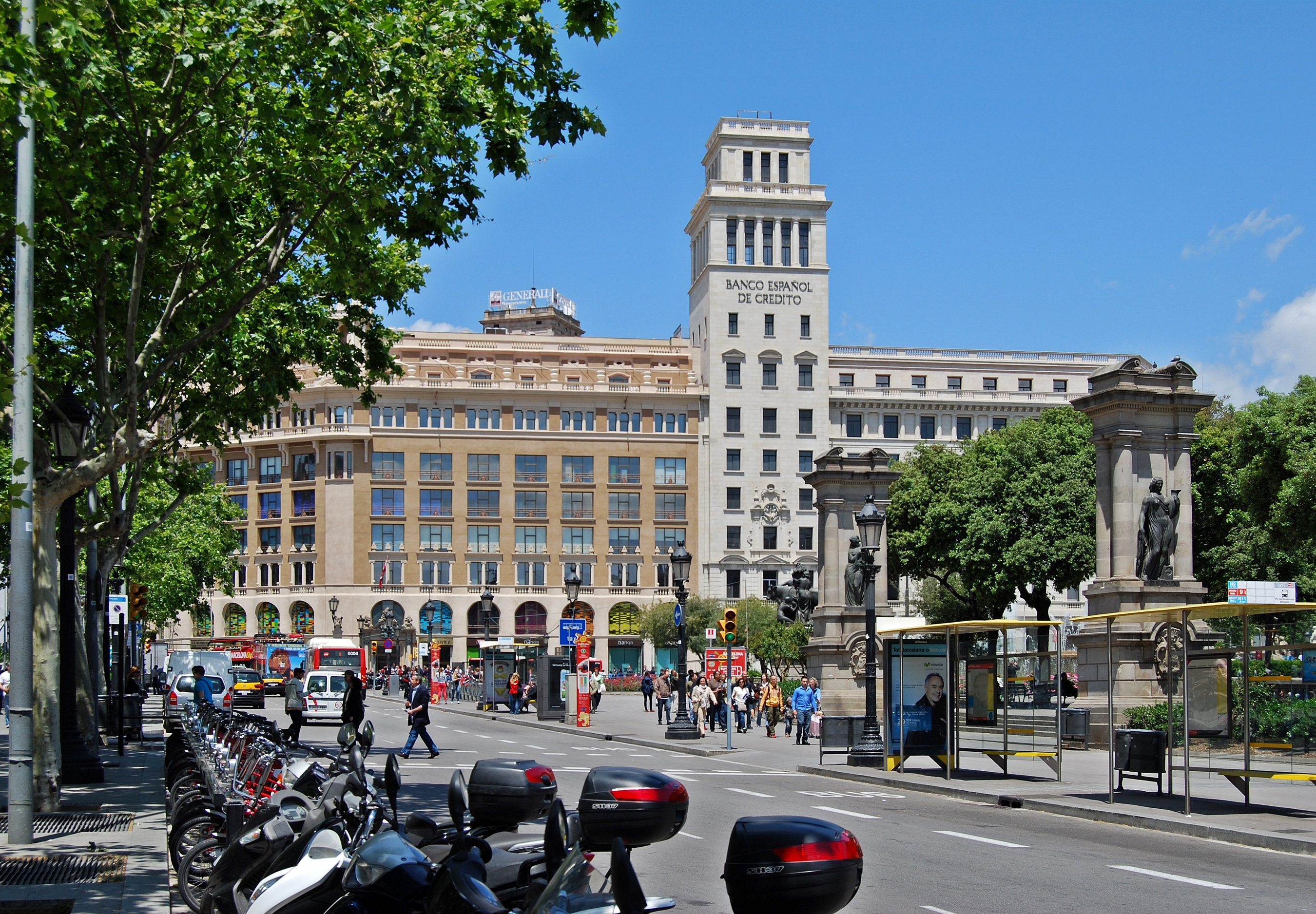
Gebäude der Banesto an der Plaça de Catalunya, Barcelona

Banesto (offiziell Banco Español de Crédito, S.A.) war ein spanisches Kreditinstitut. Es war bis zum 3. Mai 2014 an der Börse in Madrid gelistet, danach wurden die Aktien gegen Aktien von Santander ausgetauscht.
Die Bank ist Teil der Unternehmensgruppe Grupo Santander, die Banesto vollständig übernommen hat. Banesto gehört zu den fünf größten Finanzunternehmen in Spanien und besitzt über 1700 Geschäftsstellen.
Im Dezember 2012 kündigte die Grupo Santander an, das Unternehmen Banesto bis Mai 2013 vollständig in der Grupo Santander auflösen und das Filialnetz sowie Bankgeschäft unter dem eigenen Namen weiter betreiben zu wollen.

## Caso Banesto
In den Jahren 1993 und 1994 erregte der Caso Banesto Aufsehen. Aufgrund einer Deckungslücke erwog der Vorstand unter Führung von Mario Conde einen Einstieg der US-amerikanischen Bank J. P. Morgan. Dieser Plan wurde jedoch von der Banco de España unterbunden, die den Vorstand im Dezember 1993 absetzte und die Bank im Folgejahr an die Grupo Santander veräußerte. Das Verfahren wird als Spaniens längstes Verfahren gegen Wirtschaftskriminalität bezeichnet, in dessen Verlauf der Hauptverantwortliche Mario Conde zu mehrjährigen Haftstrafen verurteilt wurde.

## Radsport
Außerhalb Spaniens ist der Name Banesto als ehemaliger Sponsor des gleichnamigen Radsportteams bekannt, das unter anderem den erfolgreichen Radfahrer Miguel Induráin unterstützte. Nach 2005 zog sich die Bank als Sponsor zurück.